# Вилхелм II (Тюбинген-Бьоблинген)
Вилхелм II фон Тюбинген-Бьоблинген (на немски: Wilhelm II von Tübingen-Böblingen; * ок. 1285; † 1327) от рода на пфалцграфовете на Тюбинген, е граф на Тюбинген-Бьоблинген.

## Живот
Той е син на граф Готфрид I фон Тюбинген († 1316) и съпругата му графиня Елизабет фон Фюрстенберг († сл. 1319), вдовица на фрайхер Бертхолд фон Фалкенщайн-Рамщайн († сл. 1286), дъщеря на граф Хайнрих I фон Фюрстенберг († 1283/1284) и Агнес фон Труендинген-Фюрстенберг († 1294).
Вилхелм II се жени пр. 2 ноември 1318 г. за графиня Хайлика фон Еберщайн († сл. 1318), дъщеря на граф Хайнрих I фон Еберщайн († 1322) и Клара фон Фрундсберг († 1327). Синът му Готфрид III продава Тюбинген през 1342 г. на Вюртемберг, наследява чрез съпругата си замък Лихтенек и основава линията Тюбинген-Лихтенек. Линията Тюбинген-Бьоблинген съществува до 1377 г. Собственостите отиват преди всичко чрез продажба на Вюртемберг (Тюбинген 1342) или чрез дарение на манастир Бебенхаузен (днес в град Тюбинген), основан ок. 1183 г. като фамилно гробно място от пфалцграф Рудолф I фон Тюбинген († 1219).

## Деца
Вилхелм II и Хайлика фон Еберщайн имат децата:
- Готфрид III (II) († 13 февруари 1369), пфалцграф на Тюбинген, женен ок. 1340/1344 г. за Клара фон Фрайбург (* ок. 1321; † сл. 29 март 1371), дъщеря наследничка на граф Фридрих фон Фрайбург († 1356), фогт в Брайзгау, и Анна фон Хахберг-Заузенберг († 1331)
- Хайнрих II († 1347)
- Вилхелм IV († 1347)
- Клара, монахиня
- Хайлика († сл. 1381), абатиса на Оберстенфелд